# Dieter Althaus
Dieter Althaus, född den 29 juni 1958 i Heilbad Heiligenstadt, är en före detta tysk politiker (CDU) som från 5 juni 2003 till 30 oktober 2009 var Thüringens ministerpresident. En av hans profilfrågor är basinkomst, där han lanserat en egen modell. 

## Politiska åsikter

### Basinkomst
Dieter Althus har lanserat följande modell för en tysk basinkomst. 
- 800 euro per månad för varje vuxen medborgare
- 500 euro per månad för barn.
- Från basinkomsten dras en hälsopremie på 200 euro per person.

## Övriga engagemang
- Centralkommitten för tyska katoliker, medlem i kommitten.[6]
- Gegen Vergessen – Für Demokratie, styrelseledamot.[7]